# Kipprotor

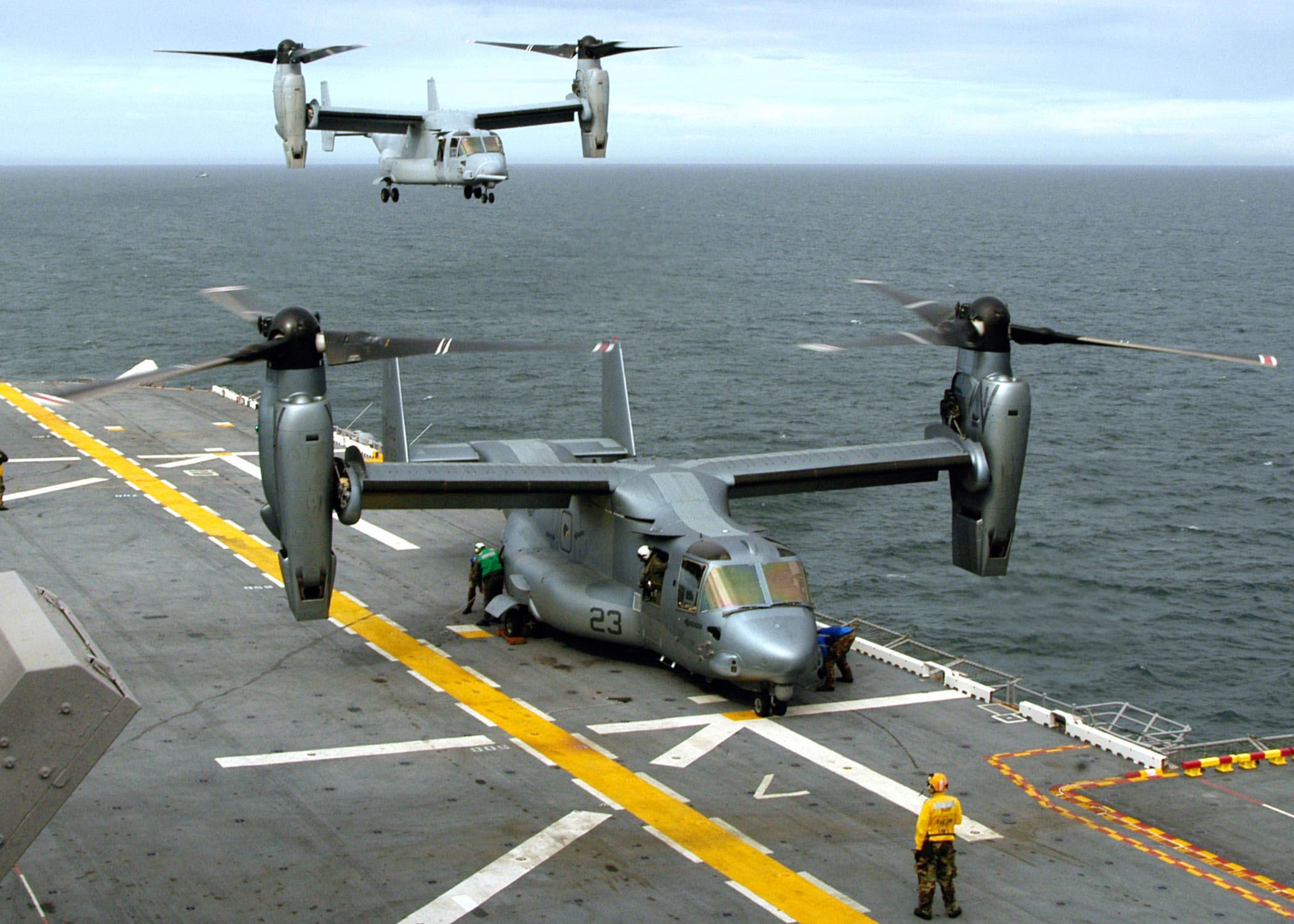
Zwei der seit 2005 in Dienst gestellten Osprey der US-Streitkräfte auf der Wasp

Mit Kipprotor (auch englisch tiltrotor bzw. Schwenkrotor) werden Propeller-Antriebe von Wandelflugzeugen bezeichnet, bei denen die Antriebspropeller um die Querachse geschwenkt werden können, um die Richtung des Schubs zu verändern. Er ermöglicht in vertikaler Stellung senkrechte Starts und Landungen.

## Beschreibung
Zum Übergang in den Vorwärtsflug werden die Rotoren langsam horizontal geschwenkt und mit zunehmender Geschwindigkeit der Auftrieb dann von den Tragflächen erzeugt – daher spricht man auch von Wandelflugzeugen. Der Übergang vom Schwebe- zum Horizontalflug wird Transition genannt.
Dabei werden zwei Varianten unterschieden:
- Kipp-Rotor, wobei die Rotorblätter zyklisch verstellbar sind (siehe Taumelscheibe) und damit im Schwebeflug die Lateralbewegung gesteuert wird. Die Konstruktion des Tiltrotors (franz. Convertible – dt. etwa „wandelbar“) soll auf eine ab 1902 entwickelte Erfindung der französisch-schweizerischen Brüder Henri und Armand Dufaux zurückgehen, die sie am 24. Februar 1904 patentieren ließen und am 14. April 1905 erstmals öffentlich vorführten.[1]
- Kipp-Propeller mit Propellern, bei denen nur der Anstellwinkel (engl. Pitch) verstellt werden kann; im Schwebeflug wird dann über Zusatzdüsen bzw. -propeller manövriert, bei viermotorigen Konstruktionen ggf. auch die Quadrocopter-Steuerung genutzt.

## Kipprotorflugzeuge

### Geschichte
Schon im 19. Jahrhundert gab es Vorschläge für Konstruktionen, Rotoren um die Querachse zu kippen, um damit VTOL-Flugeigenschaften zu erreichen. Während des Zweiten Weltkriegs gab es von deutscher Seite ein Projekt hierfür mit der Focke-Achgelis Fa 269, die aber nicht fertig entwickelt wurde. Später wurde auch erfolgreich mit viermotorigen Exemplaren geforscht, beispielsweise mit der Bell X-22.
Seit 2005 im Einsatz ist bereits die Bell-Boeing V-22 Osprey. Anfang 2021 war die AgustaWestland AW609 noch in der Flugerprobung, die dann die zweite tatsächliche Indienststellung eines Kipprotorflugzeugs werden könnte. Das neueste Projekt auf diesem Gebiet ist die Bell V-280 von Bell Flight in Zusammenarbeit mit Lockheed Martin.

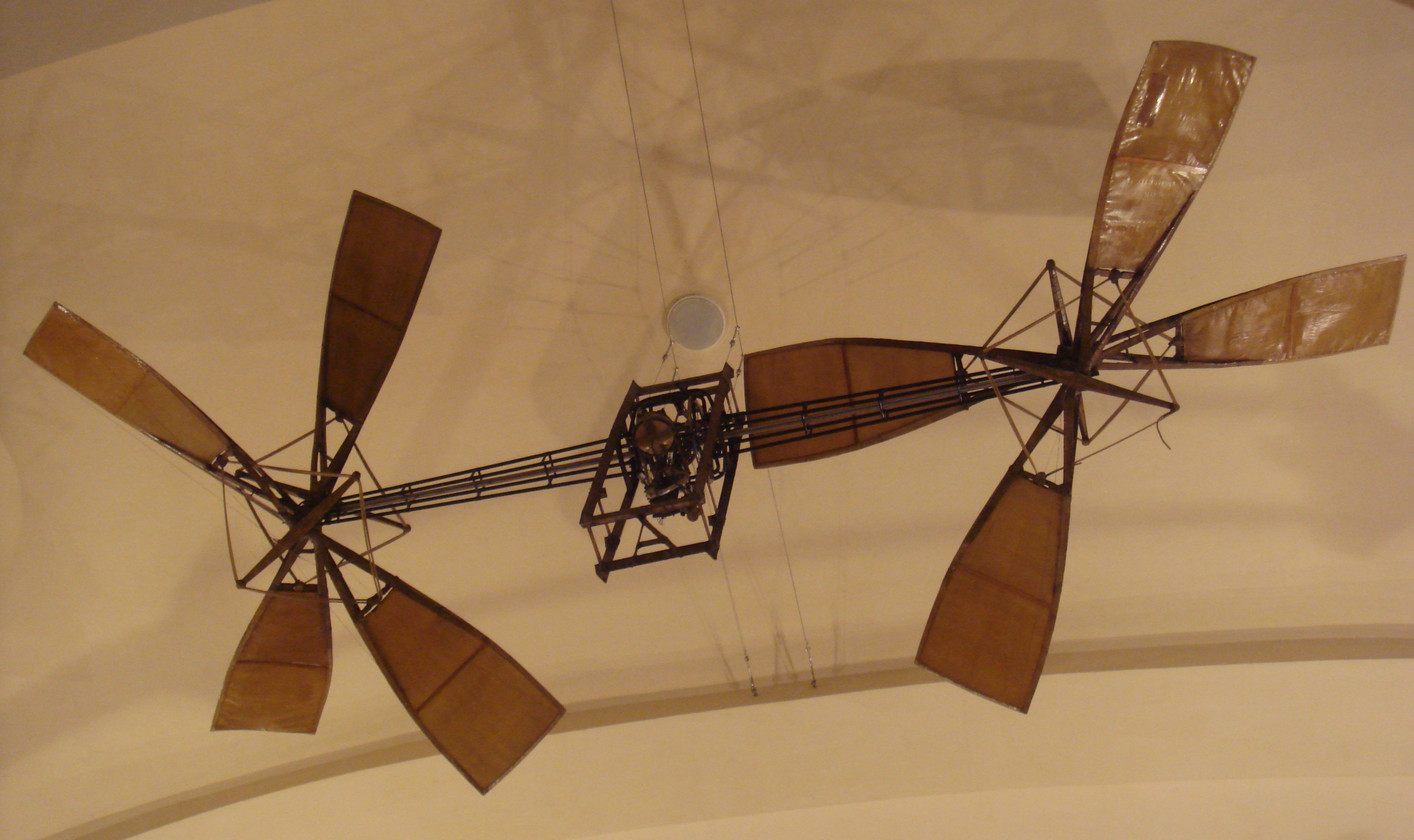
Der Dufaux-Helikopter im Musée des arts et métiers in Paris.
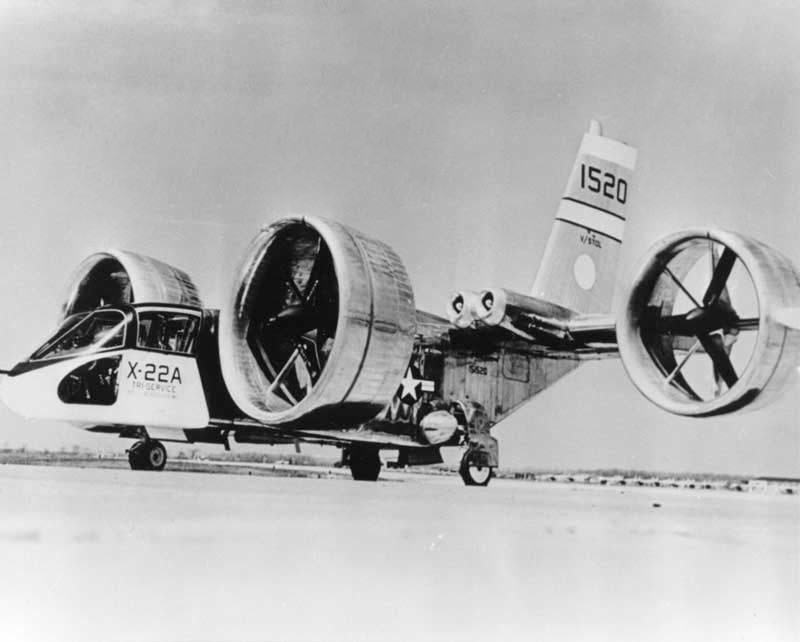
Das Kipprotor-Experimentalflugzeug Bell X-22
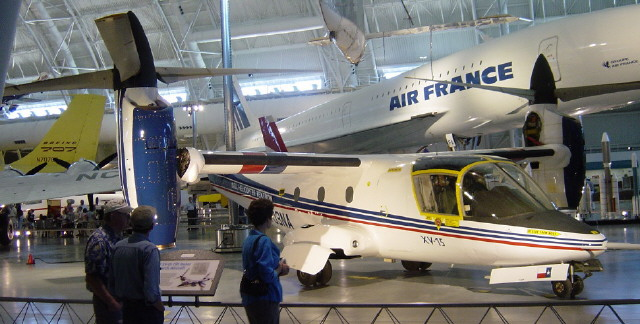
Bell XV-15 mit nach oben ausgerichteten Rotoren
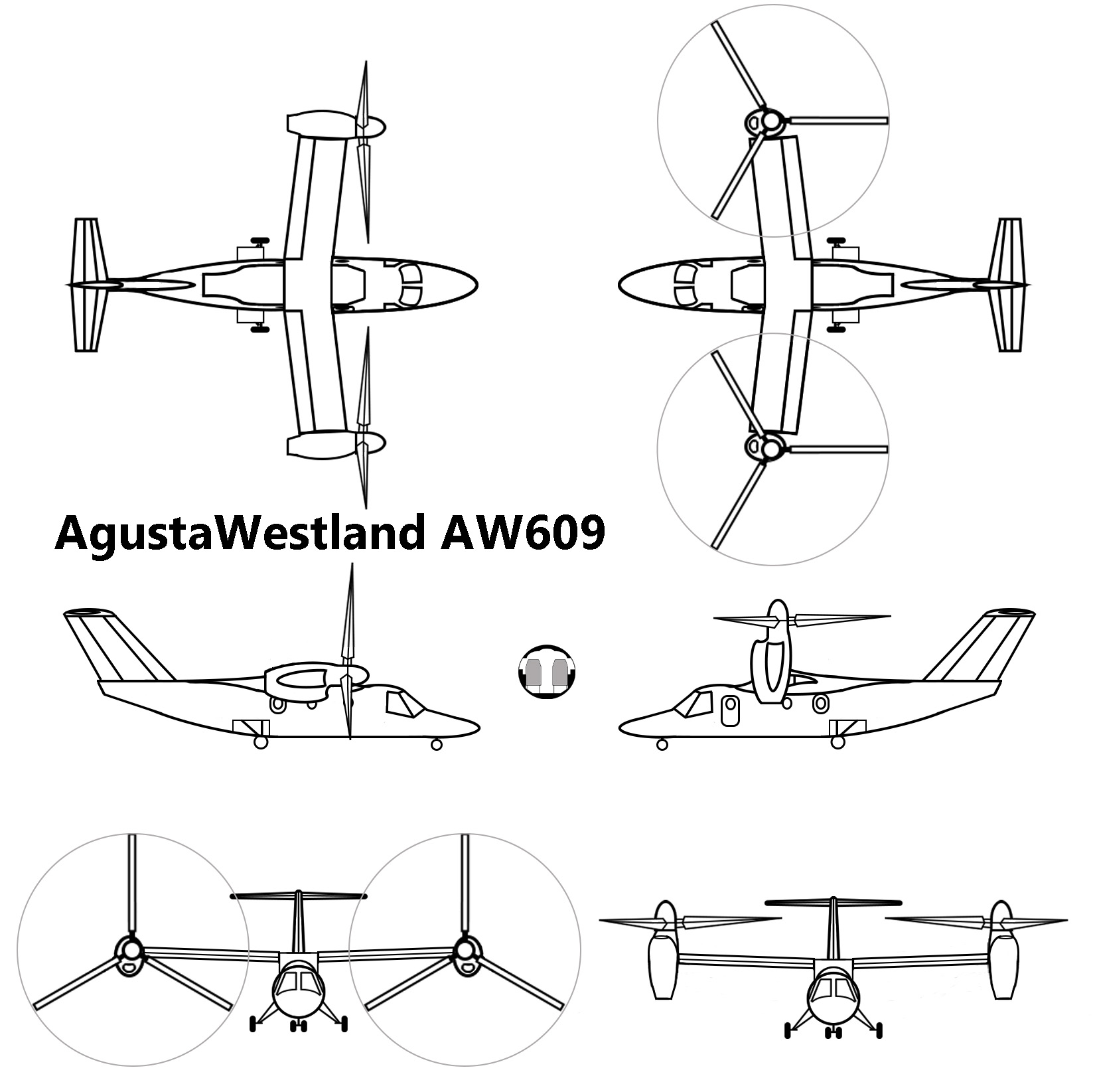
AgustaWestland AW609 in einer Mehrseitenansicht

### Technik
Im Grunde handelt es sich um eine Kombination aus Tragflächenflugzeug und dem Hubschrauberprinzip. Der Auftrieb entsteht beim Start hauptsächlich oder vollständig durch die Rotoren. Sobald dann die Rotoren mehr gekippt werden, kommt mit zunehmender Vorwärtsgeschwindigkeit mehr an Auftrieb von den Tragflächen hinzu, während die Rotoren allmählich einen geringeren Beitrag zum Auftrieb leisten, die Rotoren leisten dann immer mehr Vortrieb als Auftrieb. Bei Kipprotorflugzeugen lassen sich im Vergleich zu Hubschraubern höhere Reisegeschwindigkeiten realisieren und die Reichweite ist damit eher etwas größer. So liegt bei der Bell V-22 Osprey die Einsatzgeschwindigkeit bei etwas über 500 km/h.
Technisch gesehen ist es nicht nur von der Konstruktion eine Herausforderung es umzusetzen, sondern vor allem die Flugsteuerung bzw. Flugregelung. Eng verwandt mit dieser Bauart sind die Kippflügelflugzeuge, bei denen jedoch nicht nur die Triebwerke, sondern auch die Tragflächen gekippt werden, so dass weniger Luftverwirbelungen entstehen.